# Kraljevski dvorac u Varšavi
Kraljevski dvorac u Varšavi - barokni je kraljevski dvorac, koji se nalazi u Varšavi.
Izvorno je bio rezidencija vojvoda Mazovije, a od 16. stoljeća, sjedište prve poljske republike: kralja i sabora (Zastupnički dom i Senat). U 19. stoljeću, nakon propasti poljskog ustanka, bio je sjedište ruske uprave nad Poljskom. 
Tijekom Prvog svjetskog rata bio je sjedište njemačke vlasti u Poljskoj. Od 1920. do 1922. sjedište je šefa države, a od 1926. do 1939. rezidencija je poljskog predsjednika. 
Nacisti su ga spalili i opljačkali 1939., a gotovo u potpunosti je uništen 1944. Preživjeli ostaci dvorca, Kraljevske knjižnice i par preostalih građevina upisani su u registar povijesnih spomenika 1965. Obnova i rekonstrukcija počela je 1971., a trajala je sve do 1988. godine. Postao je spomenik povijesti i nacionalne poljske kulture, ima muzejsku funkciju i ulogu reprezentacije. Ušao je u Nacionalni registar muzeja.
U njegovoj dugoj povijesti, razarale su ga razne vojske: švedska, njemačka i ruska.  
Kao dio povijesnoga središta Varšave uvršten je 1980. godine na UNESCO-ov popis mjesta svjetske baštine u Europi kao jedinstven primjer poslijeratne obnove starog središta grada Varšave.